# Quádruplo
Quádruplo é um quantificador numeral multiplicativo que representa uma quantidade X 4 vezes maior que outra quantidade Y (ou seja, {\displaystyle y=4x}). É o oposto de "um quarto", que representa que uma quantidade X é 4 vezes menor que outra quantidade Y (ou seja, {\displaystyle y={x \over 4}}).

## Definição
Pode-se definir matematicamente um quádruplo como sendo um múltiplo de quatro ou de oito (se a grandeza quadruplicada for um número par).
Nas equações, também se usam muitos numerais multiplicativos, como na expressão abaixo:
Em um polígono, o número de diagonais é igual ao quádruplo do número de lados. Quantos lados tem o polígono?
Já se pode visualizar a primeira parte do sistema que representa o problema na seguinte expressão:
{\displaystyle d=\ 4n}
Adicionalmente, para calcular e resolver o problema, usa-se o seguinte sistema:
{\displaystyle \,\!\left\{{\begin{matrix}d=4n\\d=\,\!{\frac {n.n-3}{2}}\end{matrix}}\right.}
Continuando a expressão, tem-se:
{\displaystyle d=\,\!{\frac {n.\ n-\ 3}{2}}=4n\rightarrow 4n=\,\!{\frac {n^{2}-\ 3n}{2}}}
Então:
{\displaystyle n^{2}-\ 3n=\ 8n\rightarrow n^{2}=\ 8n+\ 3n\rightarrow n^{2}=\ 11n}
E como resultado, tem-se que {\displaystyle n=\ 11}. Portanto, o polígono que possui o número de diagonais igual ao quádruplo do número de lados é um hendecágono.